# 竹田小春
竹田 小春（たけだ こはる、1975年2月22日 - ）は、日本の女性声優。北海道出身。

## 略歴
日本ナレーション演技研究所、talk back出身。
以前はアイムエンタープライズ、ケンユウオフィスに所属していた。

## 人物
声種はハスキー。
趣味はHORN演奏・正座・化粧品集め。特技は全軽簿記検定3級、全軽電卓計算能力検定3級。

## 出演
太字はメインキャラクター。

### テレビアニメ
- フラニーズ・フィート

### ゲーム
- étude prologue 〜揺れ動く心のかたち〜
- Crystal Class（クルミ）
- テイルズ オブ ヴァールハイト（カルル・フォン・アトミガル）

### ドラマCD
- あしたのきみはここにいない（女生徒A）
- さあ恋におちたまえ2（児童2）
- ラブネコ（ミミオ女性）

### 吹き替え
- ER緊急救命室シーズンⅩⅡ #10（ライリー〈ジョーイ・サラヴィア〉）
- ザ・コア
- ブラインド・ホライズン
- ランド・オブ・プレンティ
- リロ・アンド・スティッチ2